# Rue de la Comédie (Strasbourg)
Pour les articles homonymes, voir Rue de la Comédie.
La rue de la Comédie (en alsacien : Luxhofgass) est une voie de Strasbourg, rattachée administrativement au quartier Centre, qui va de la place Broglie à la rue Brûlée. À l'ouest elle longe les bâtiments de l'hôtel de ville de Strasbourg (hôtel de Hanau) et se prolonge vers le sud par la rue des Charpentiers.

## Histoire
S'appuyant sur les travaux de Specklin, Adolphe Seyboth montre que l'étroite ruelle débouchait autrefois sur la place Broglie par une poterne — Die Port im Rihtergaessele —, démolie en 1757, et par un pont sur le fossé des Tanneurs, disparu vers 1840.
La voie est élargie à plusieurs reprises. Alors qu'on y accédait en passant sous le premier étage d'une maison adossée aux bâtiments municipaux, au XVIIIe siècle la Ville fait démolir la partie sur-bâtie et reculer également la façade du Luxhof. La ruelle s'élargit ainsi de quatre mètres. En 1841, elle gagne deux mètres supplémentaires, pris sur l'autre façade.

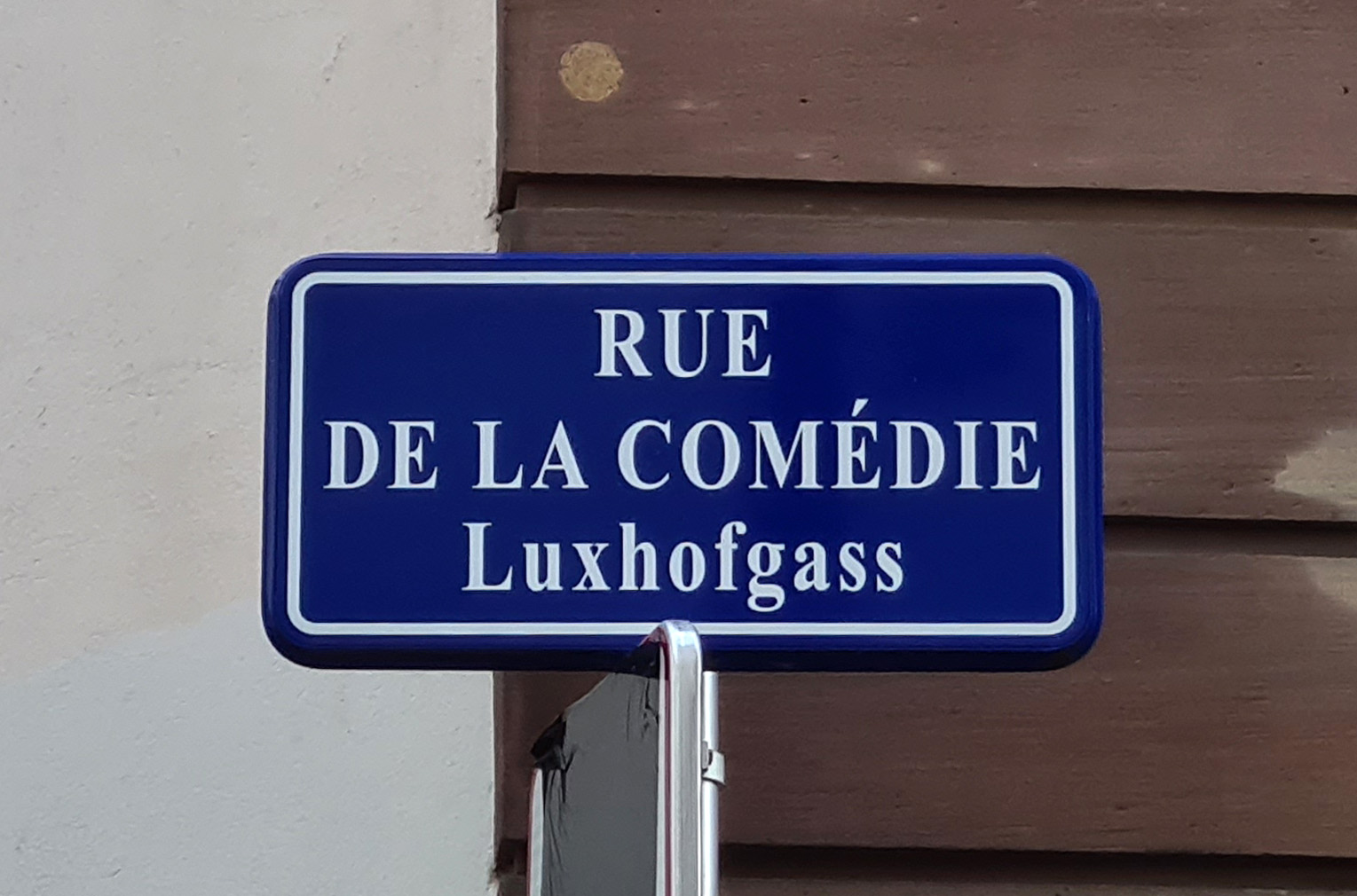
Plaque bilingue, en français et en alsacien.

Son appellation change au fil du temps. Au XVIe siècle, on l'appelle Luxgaessel, la ruelle de Saint-Luc, du nom d'une chapelle; en 1786, la rue des Frères-Unis ; en 1794, la rue des Domaines-Publics. La dénomination « rue de la Comédie » apparaît à la fin du XVIIIe siècle, puis persiste en 1817, 1918 et depuis 1945, après avoir été remplacée par Luxhofgasse, au moment de l'occupation allemande en 1872 et 1940.
À partir de 1995, des plaques de rues bilingues, à la fois en français et en alsacien, sont mises en place par la municipalité lorsque les noms de rue traditionnels étaient encore en usage dans le parler strasbourgeois. La rue est ainsi sous-titrée Luxhofgass.

## Bâtiments remarquables

### La renommée duLuxhof

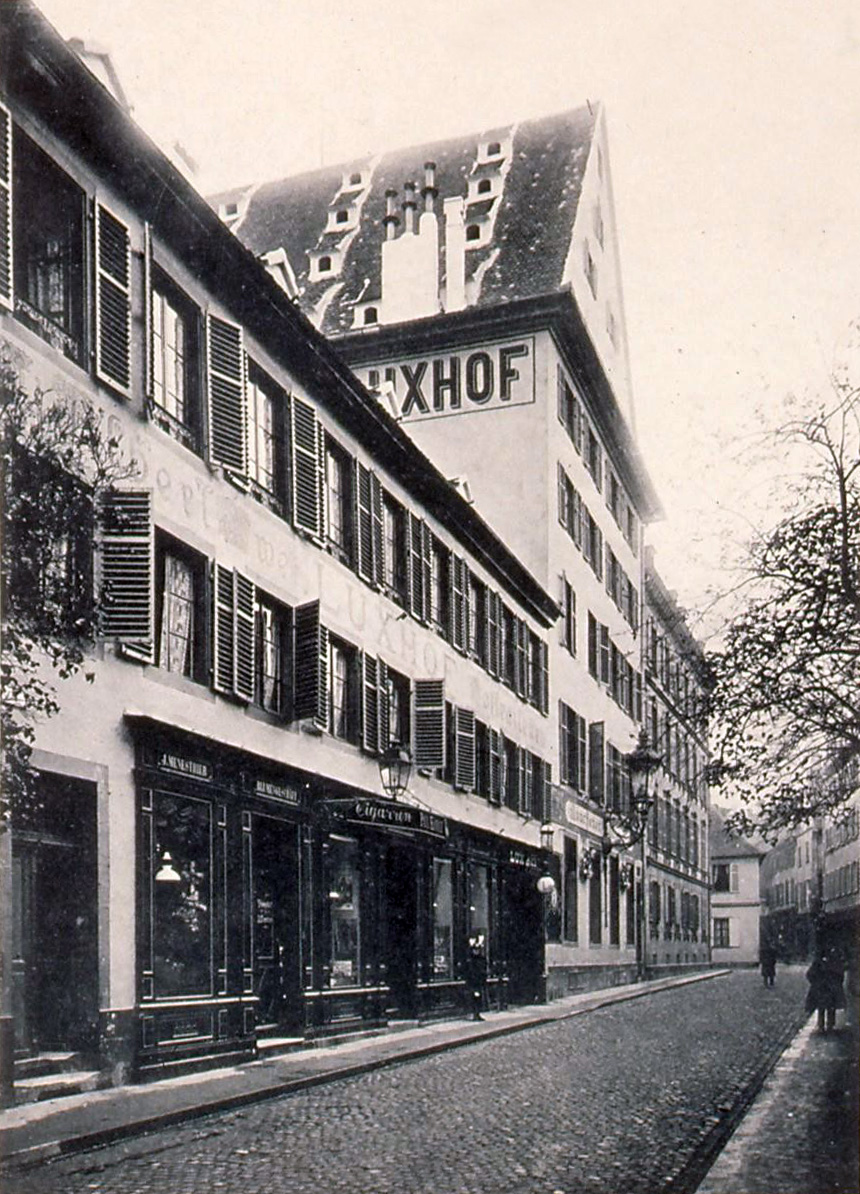
La Luxhofgasse en 1898.

no 3.
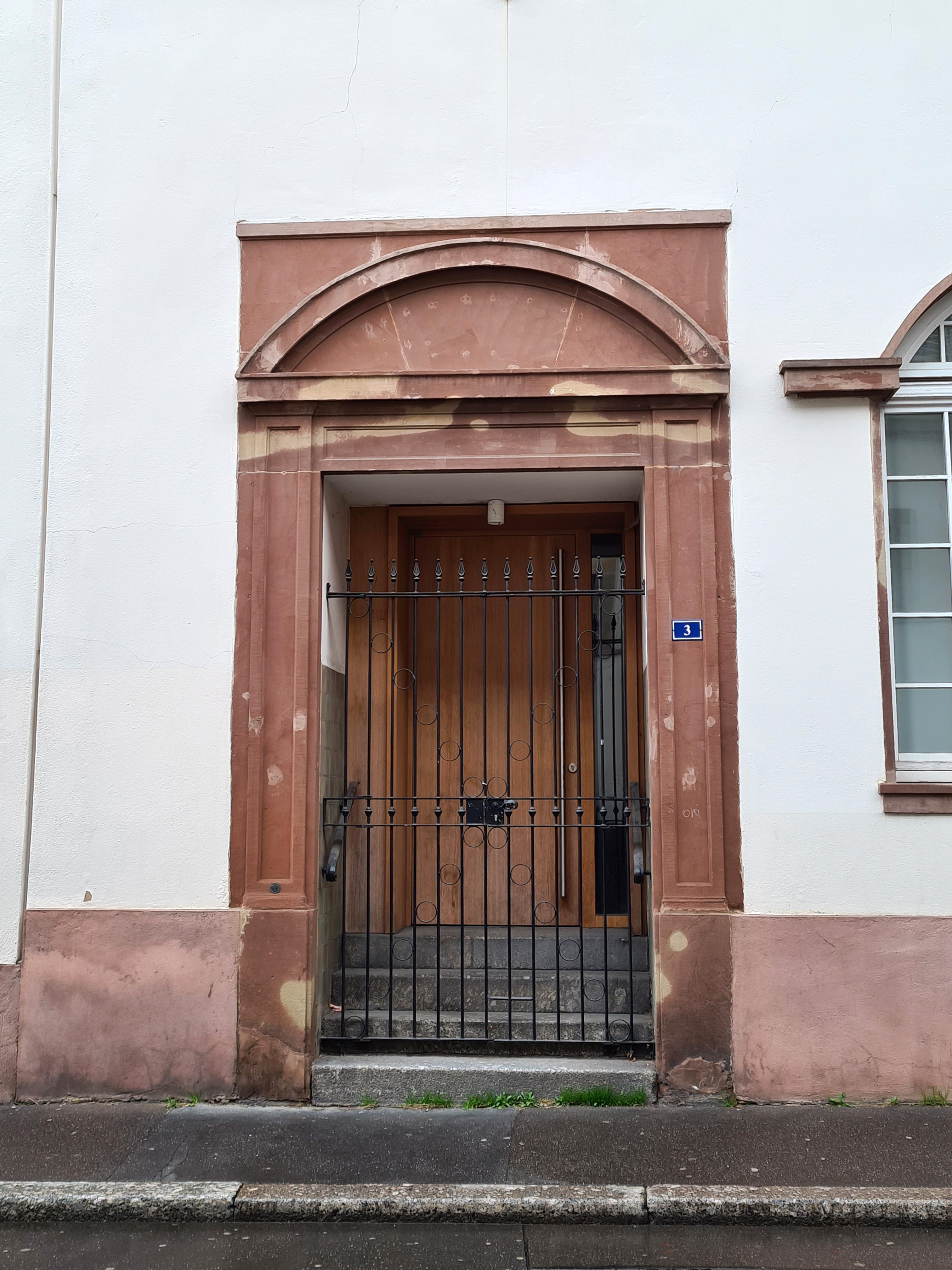
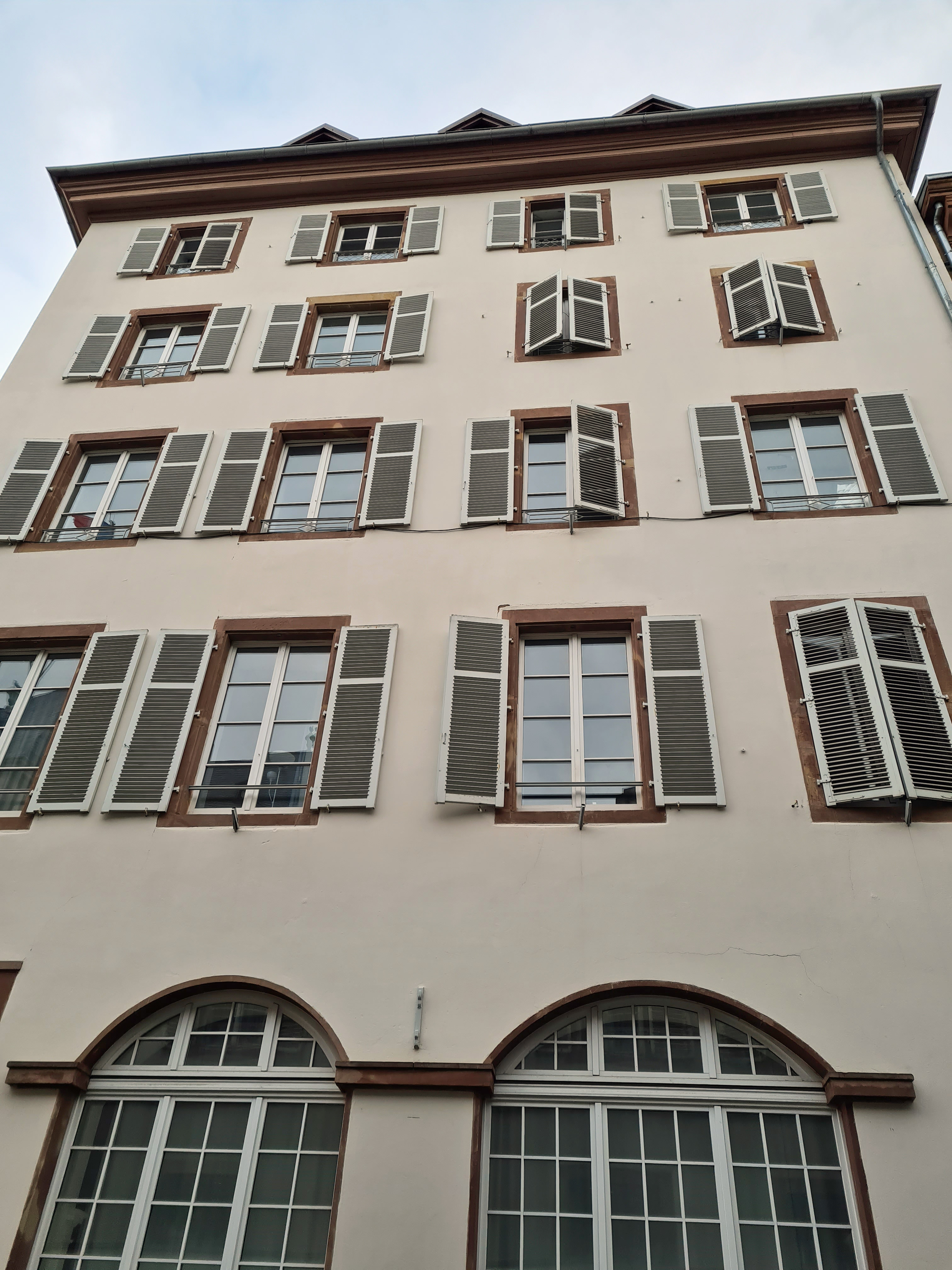
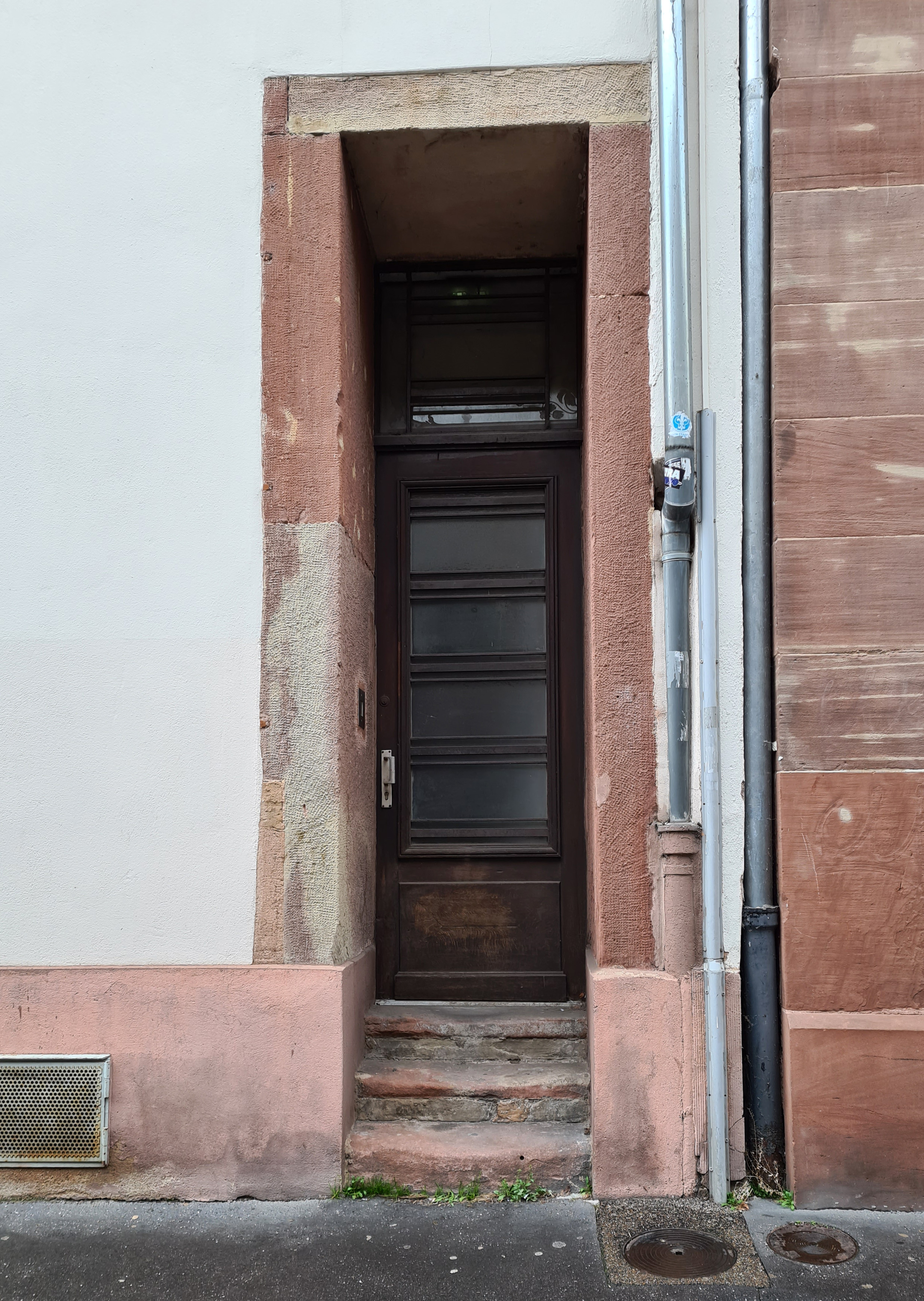

Le côté oriental de la rue est fortement associé à la mémoire du Luxhof, le bâtiment auquel la rue de la Comédie doit son nom pendant l'occupation allemande.
Historiens et voyageurs du XIXe siècle ne manquent pas de citer le Luxhof, au nom de son architecture, des visites impériales et, plus tard, de la réputation de sa brasserie.
En 1828, Philippe Jacques Fargès-Méricourt met en scène le palais et les processions de la saint Luc.
En 1842, J. Duplessy le signale dans son Guide indispensable des voyageurs sur les chemins de fer de l'Alsace.
Selon John Grand-Carteret (1886), c'est « la maison la plus élevée de Strasbourg », dont tous les murs de la brasserie sont ornés de peintures, ainsi que le Kaisersaal (« salle de l'empereur »).
En 1888, un ouvrage anonyme décrit l'enseigne comme « la plus connue des anciennes brasseries strasbourgeoises » , « un des établissements allemands les plus en vogue », « surtout fréquentée par la jeunesse universitaire ».
En 1890, René Schickele le décrit comme « l'un des principaux hôtels de la ville ».
Cependant l'emplacement est occupé depuis le Moyen Âge par un imposant édifice à pignon reconnaissable sur certaines vues Strasbourg grâce sa taille, notamment sur des dessins de Hans Baldung réalisés vers 1510.

Au XIIIe siècle il appartenait probablement à des officiers épiscopaux. Il comportait alors une chapelle dédiée à saint Luc, d'où le nom Luxhof. Sa réputation trouve son origine dans les tremblements de terre réitérés qui alarmèrent la population en 1356 et 1357. Le plus spectaculaire s'étant produit le jour de la saint Luc, l'évêque Jean de Lichtenberg et le Sénat forment le vœu de commémorer ce jour par une procession solennelle. Cette tradition se perpétue chaque année jusqu'à la Réforme.

En 1417, puis en 1433, l'empereur Sigismond loge dans la demeure lors de ses séjours à Strasbourg, comme en témoignait une pierre gravée de l'inscription suivante :

« SIGISMONDVS D. G. IMPERAT. AVG.

HVNG. ET. BOH REX. DVX.

LVXENBVRG. HOC VTEBATVR

HOSPITIO A. MCCCCXXXIII »

Ses armoiries, avec un seul casque fermé et un lambrequin blanc, figuraient sous l'inscription. Texte et armes auraient été enlevés en 1706 selon Jean-Frédéric Hermann, ou au moment de l'élargissement de la rue au XIXe siècle, d'après Frédéric Piton.

La chapelle est démolie en 1559. Les autres locaux sont réaffectés à la direction des constructions publiques.
En 1793 le bâtiment historique du Luxhof est converti en brasserie par Sébastien-Antoine Klotz, grand-père de Gustave Klotz, architecte de l'Œuvre Notre-Dame. Celui-ci naît dans cette maison le 29 novembre 1810. La biographie rédigée par son petit-fils Jacques apporte quelques précisions sur l'édifice (localisé par lui au no 2), en réalité un ensemble de deux bâtiments formant enclos.

Le 24 janvier 1900 un incendie se déclare au Luxhof. La toiture est entièrement détruite et les deux vieux pignons, très endommagés, doivent être abattus quelques jours plus tard.

Dans les années 1960, les bâtiments sont occupés par le foyer Charles-de-Foucauld et par la Direction diocésaine de l'Enseignement. Après d'importants travaux de transformation au début des années 2000, ils abritent la Maison des élèves de l'ENA.

no 1.
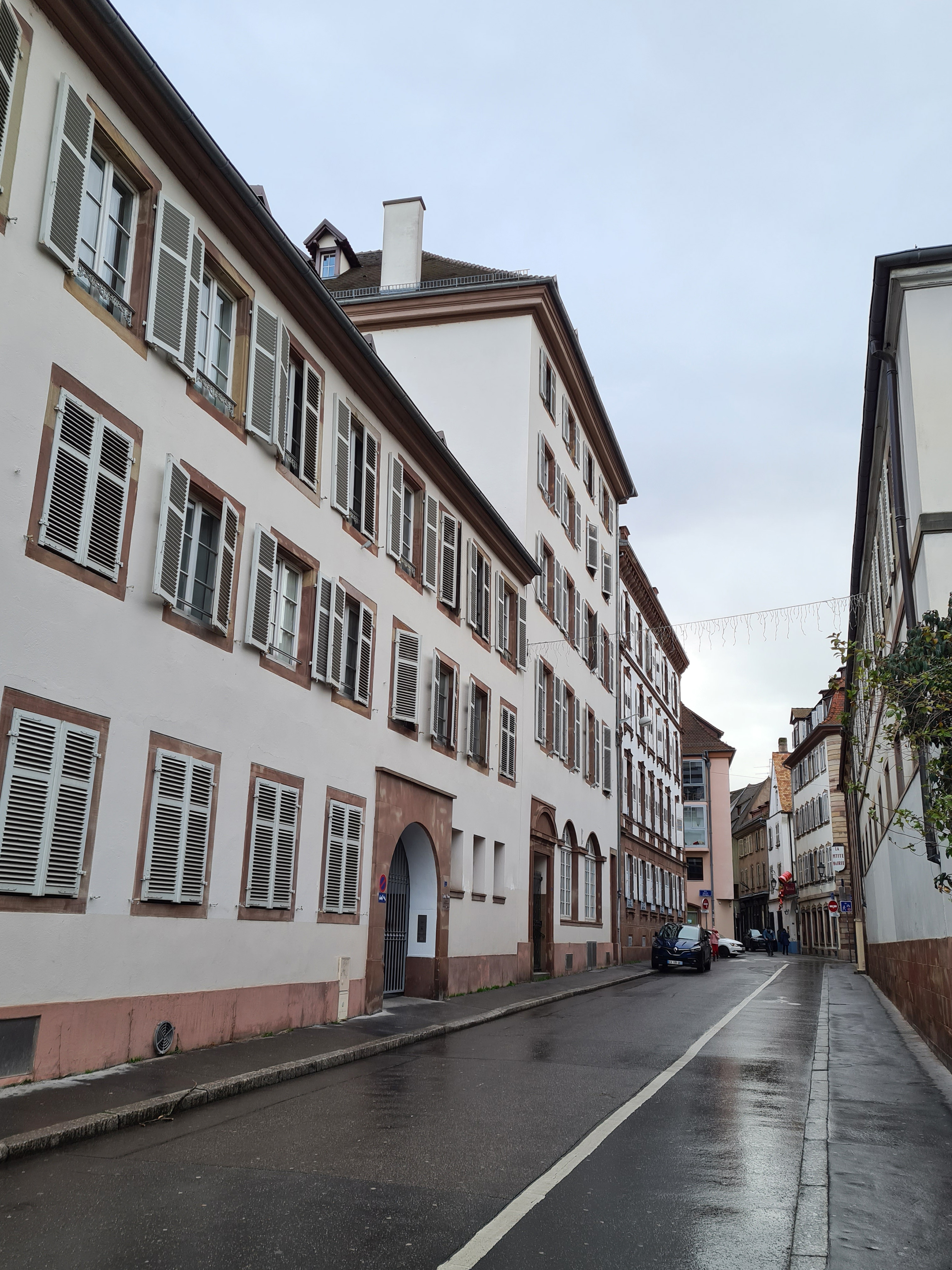
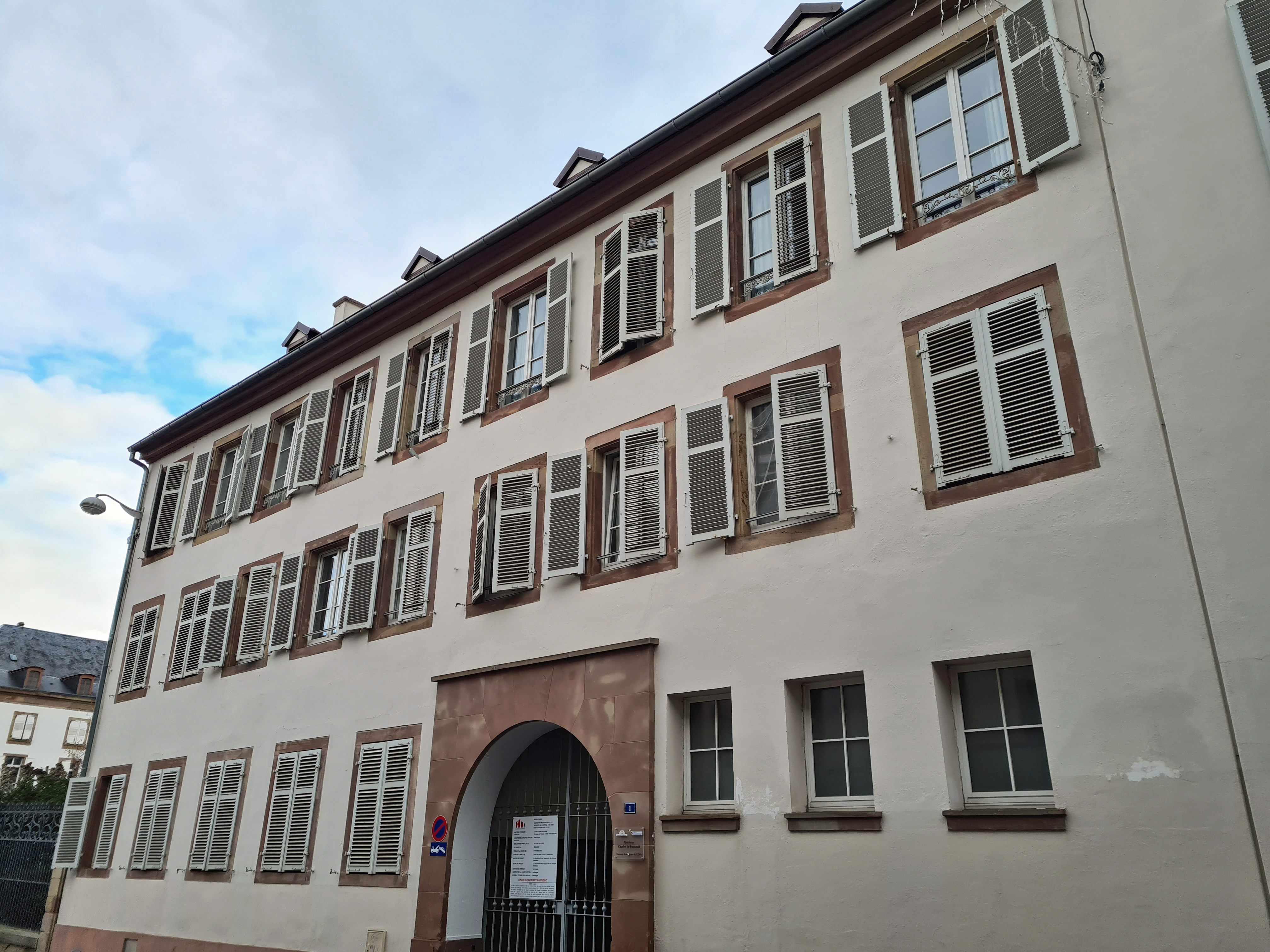
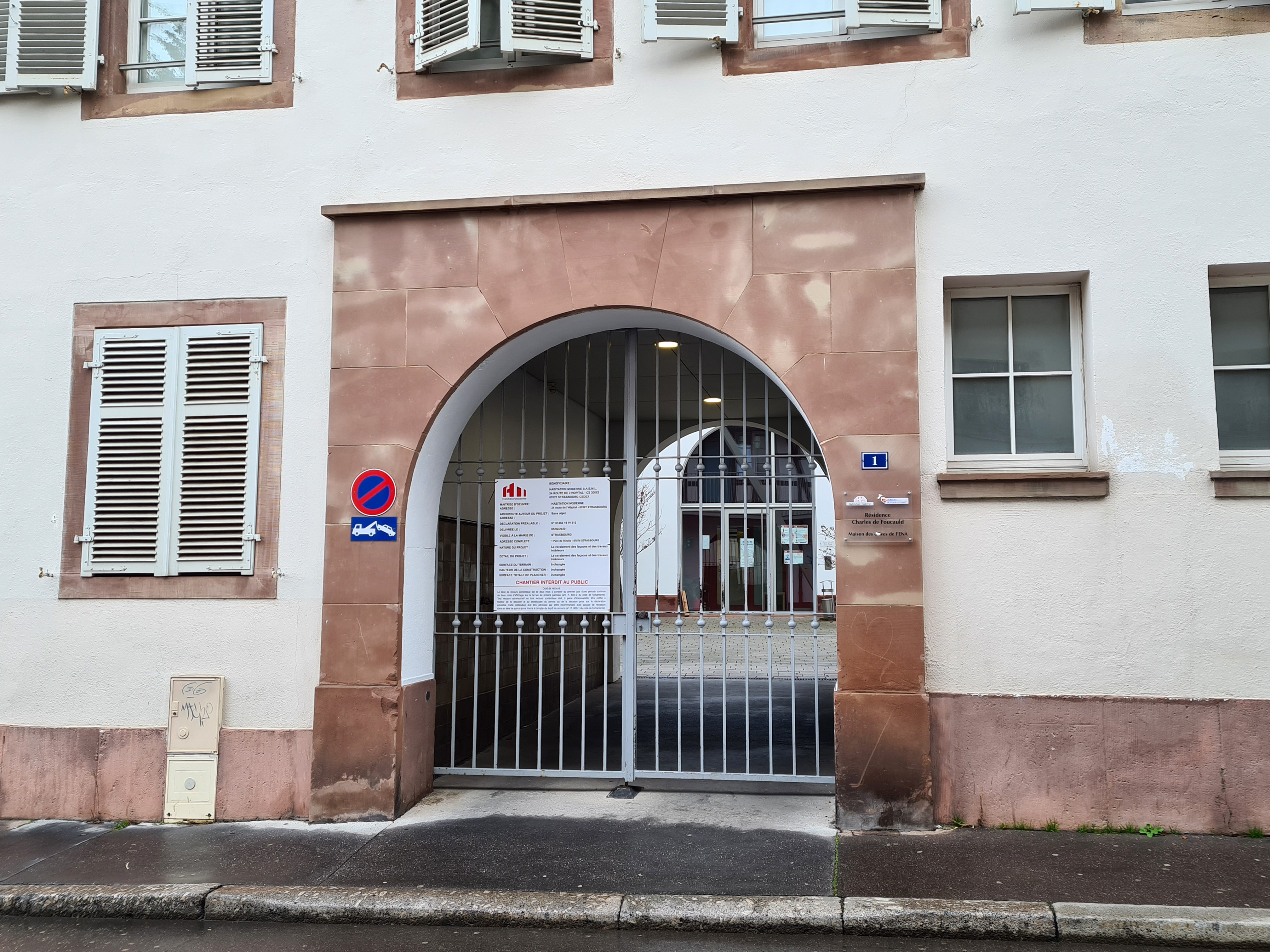

- no 3.

### À l'angle de la rue Brûlée
Sur l'emplacement de l'angle avec l'actuel no 11 de la rue Brûlée se trouvait au XVIe siècle une demeure appartenant aux nobles de Kippenheim, une vieille famille de l'Ortenau qui fournit plusieurs stettmeisters à la Ville. Au cours des XVIIe et XVIIIe siècles, elle est tour à tour propriété des nobles de Hüffel, des Lutzelbourg, des Dettlingen, des Landsperg. Pendant la Révolution, le rez-de-chaussée héberge un café. Reconstruit en 1855 dans un style éclectique, inspiré de la Régence et du rococo, l'immeuble de trois niveaux est orné de têtes sculptées. Il a abrité différentes instances militaires, dont les bureaux de l'État-Major de la Première-Armée.

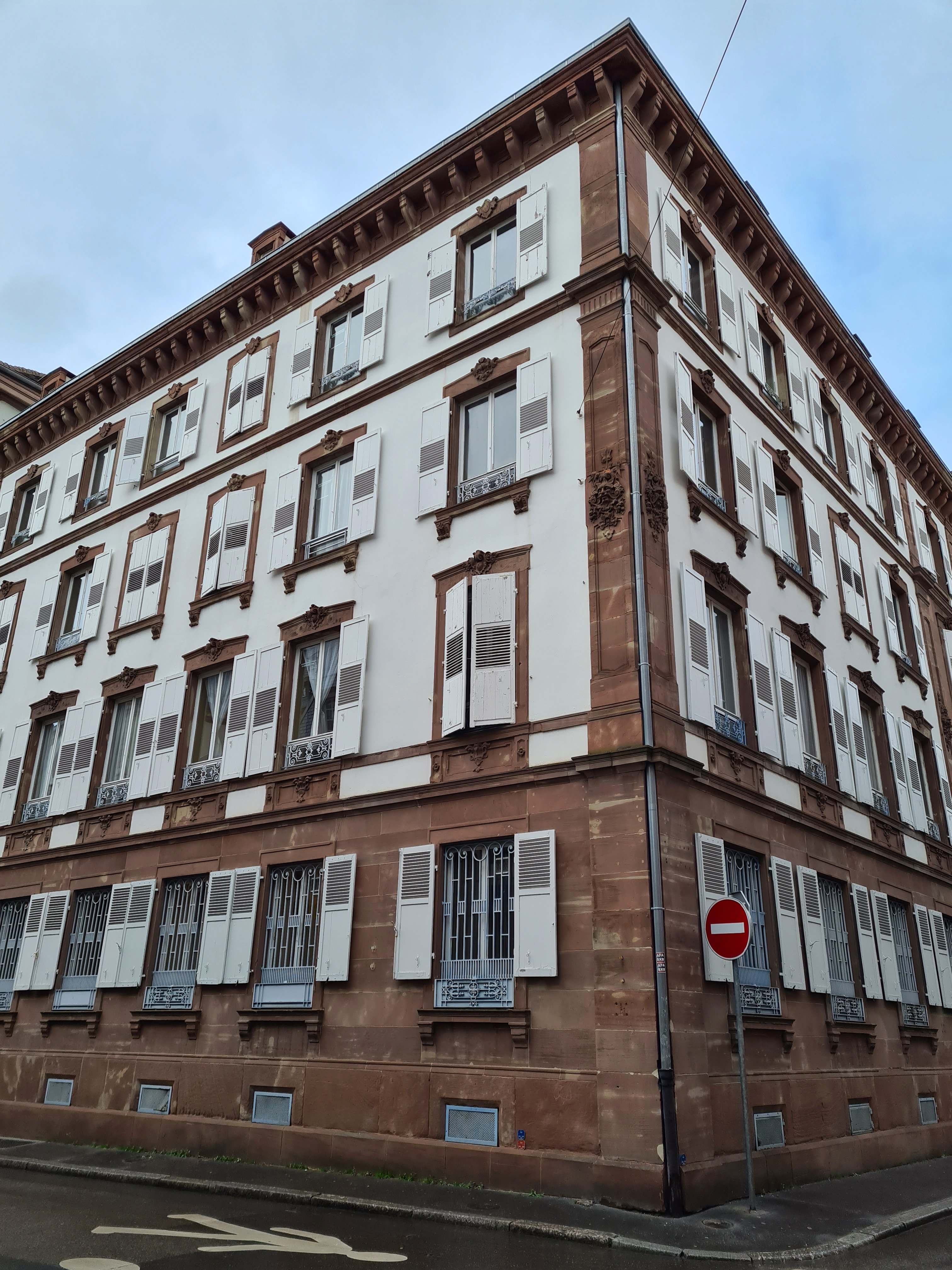
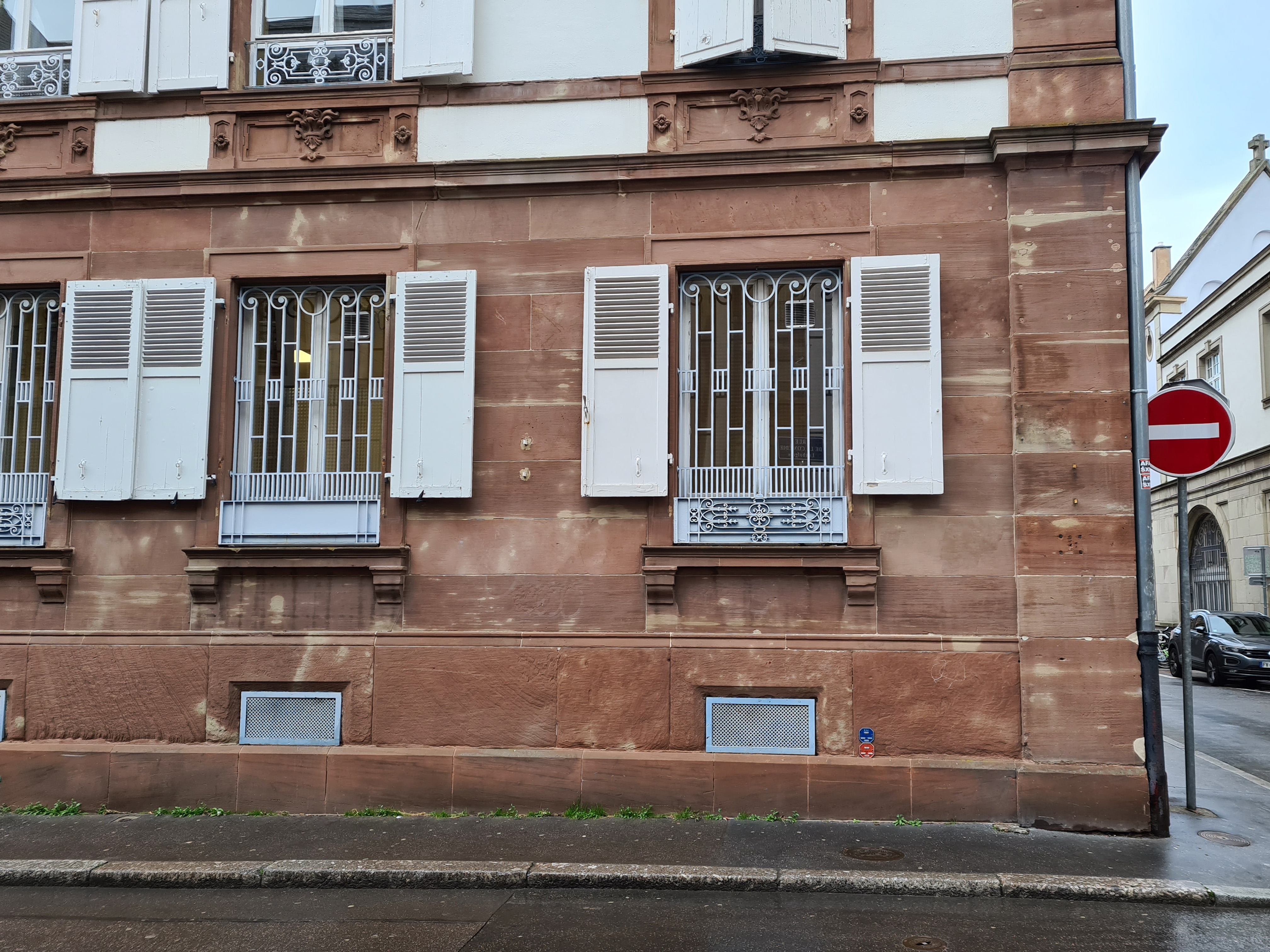
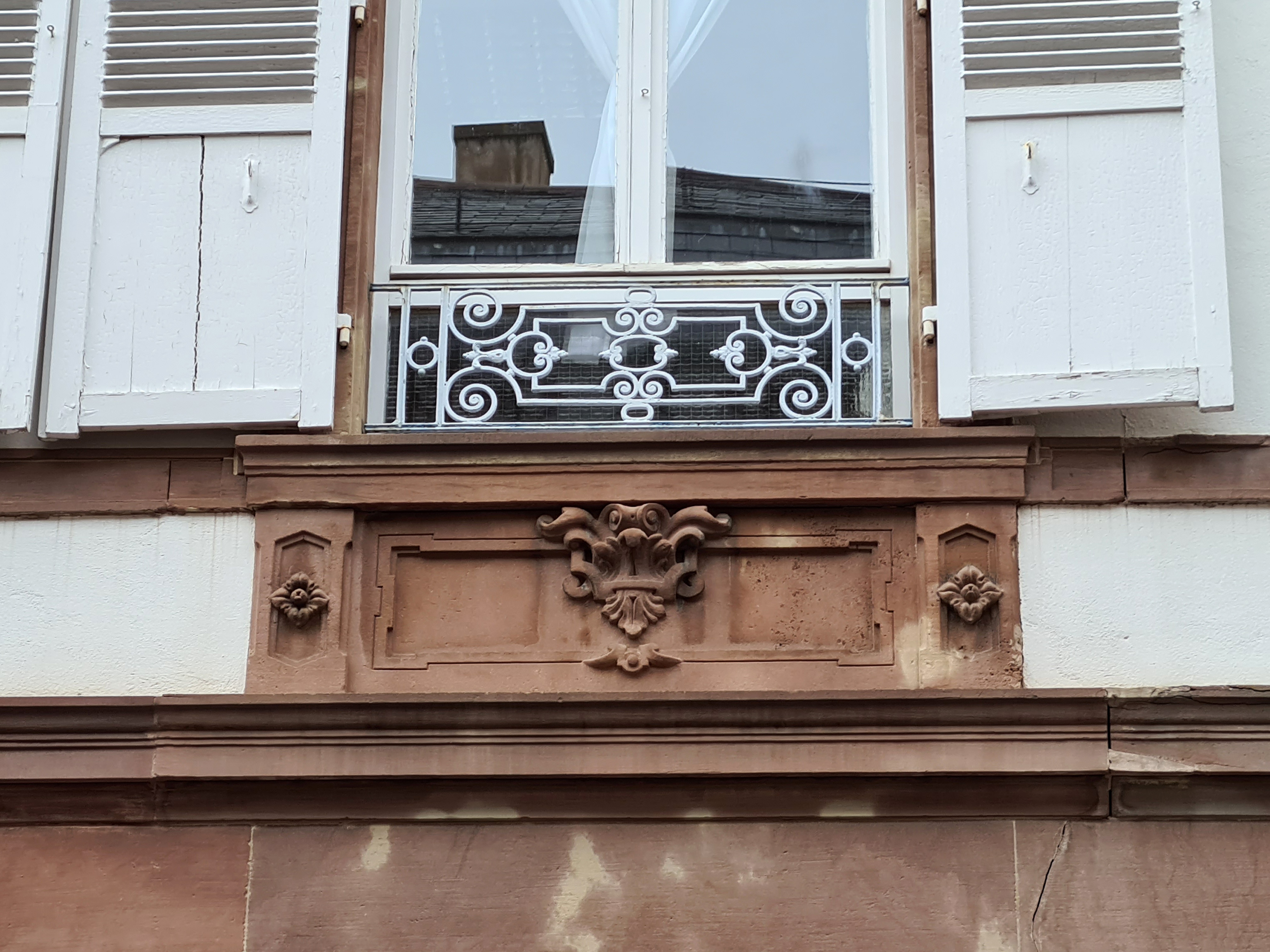
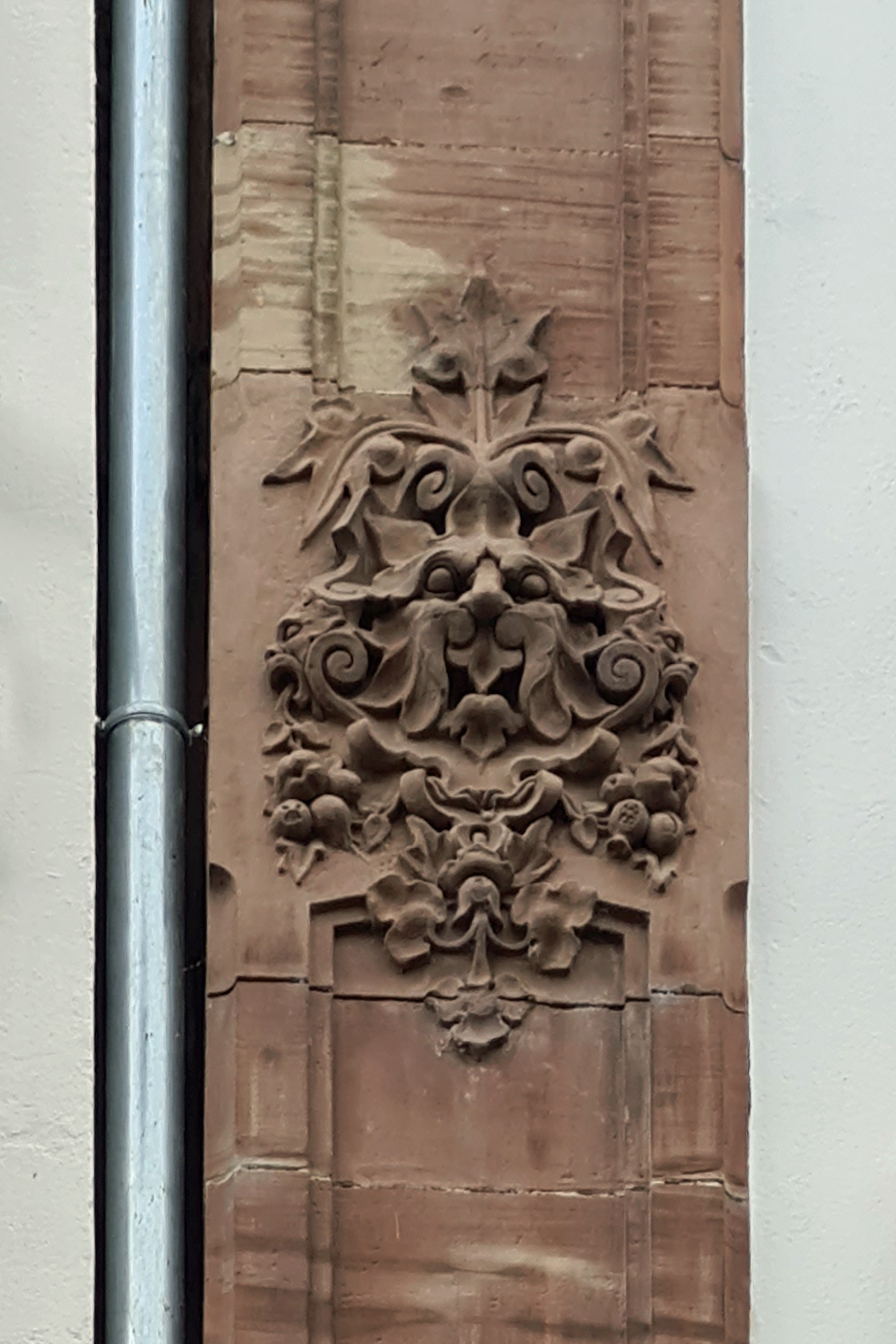

### Hôtel de Hanau
Alors que la façade principale de l'hôtel de Hanau — siège actuel de l'hôtel de ville de Strasbourg — donne sur la rue Brûlée (no 9) et la façade arrière sur la place Broglie, la rue de la Comédie longe la façade latérale située à l'est. C'est celle du pavillon d'angle qui abritait d'abord les anciennes cuisines, mais qui fut amputée de deux mètres en 1841 pour élargir la rue. Le bâtiment, initialement destiné aux écuries, est construit vers la même époque,.

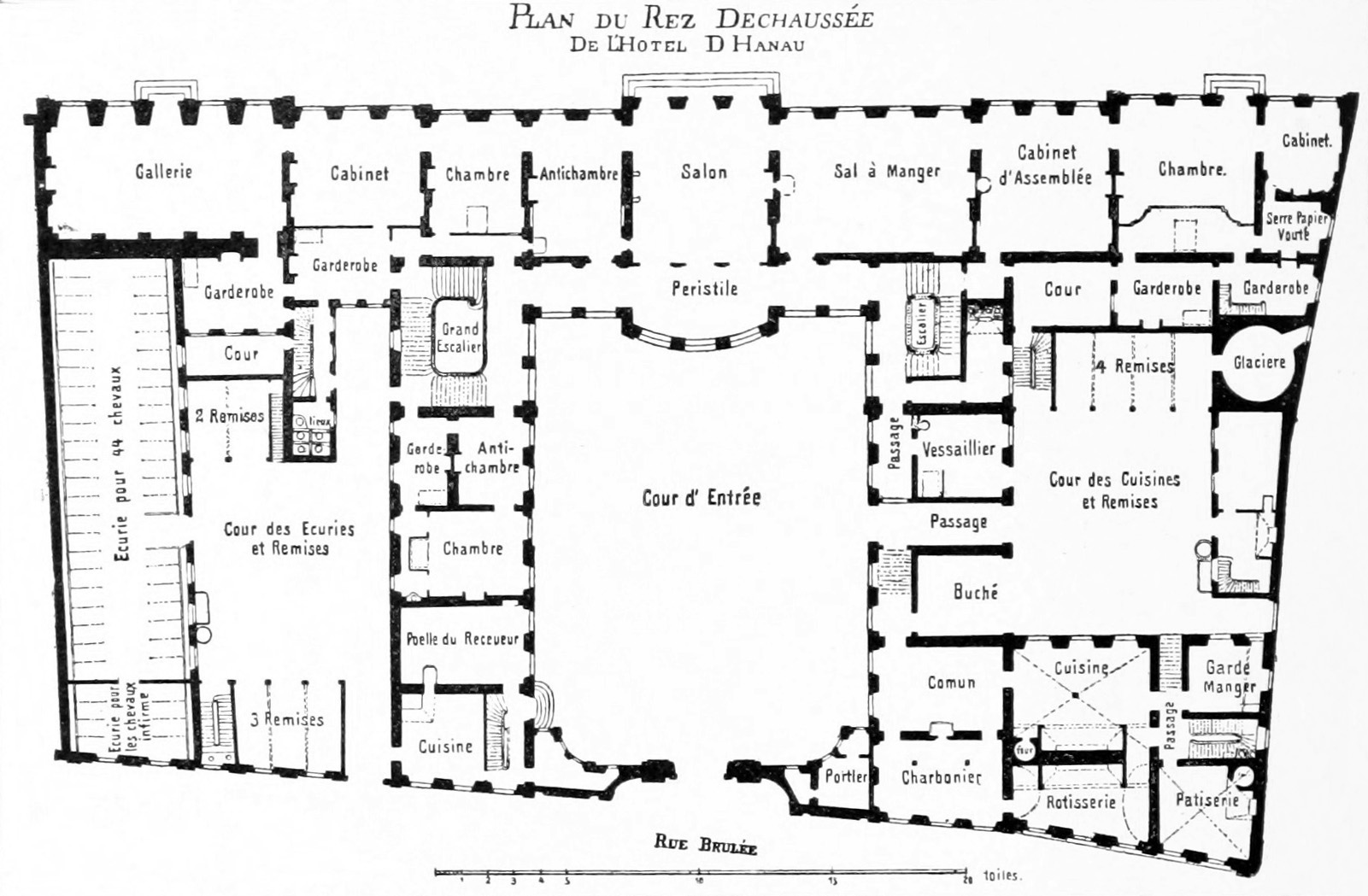
Plan d'origine de l'hôtel de Hanau. À droite, du côté de la rue, les cuisines.
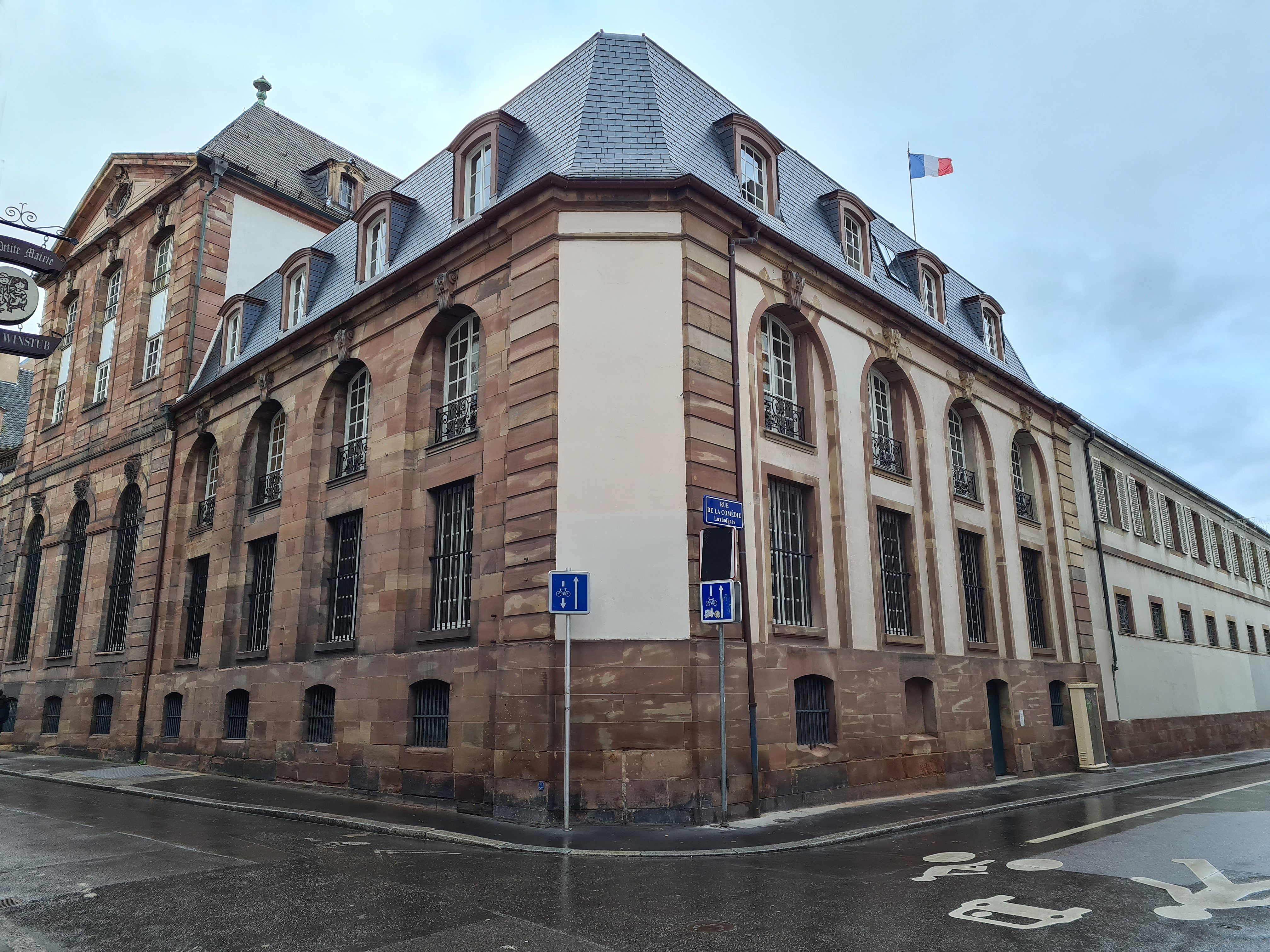
La rue de la Comédie, à droite de l'hôtel de Hanau.

L'ensemble des façades fait l'objet d'un classement au titre des monuments historiques depuis 1921.

### Square de laMarseillaise

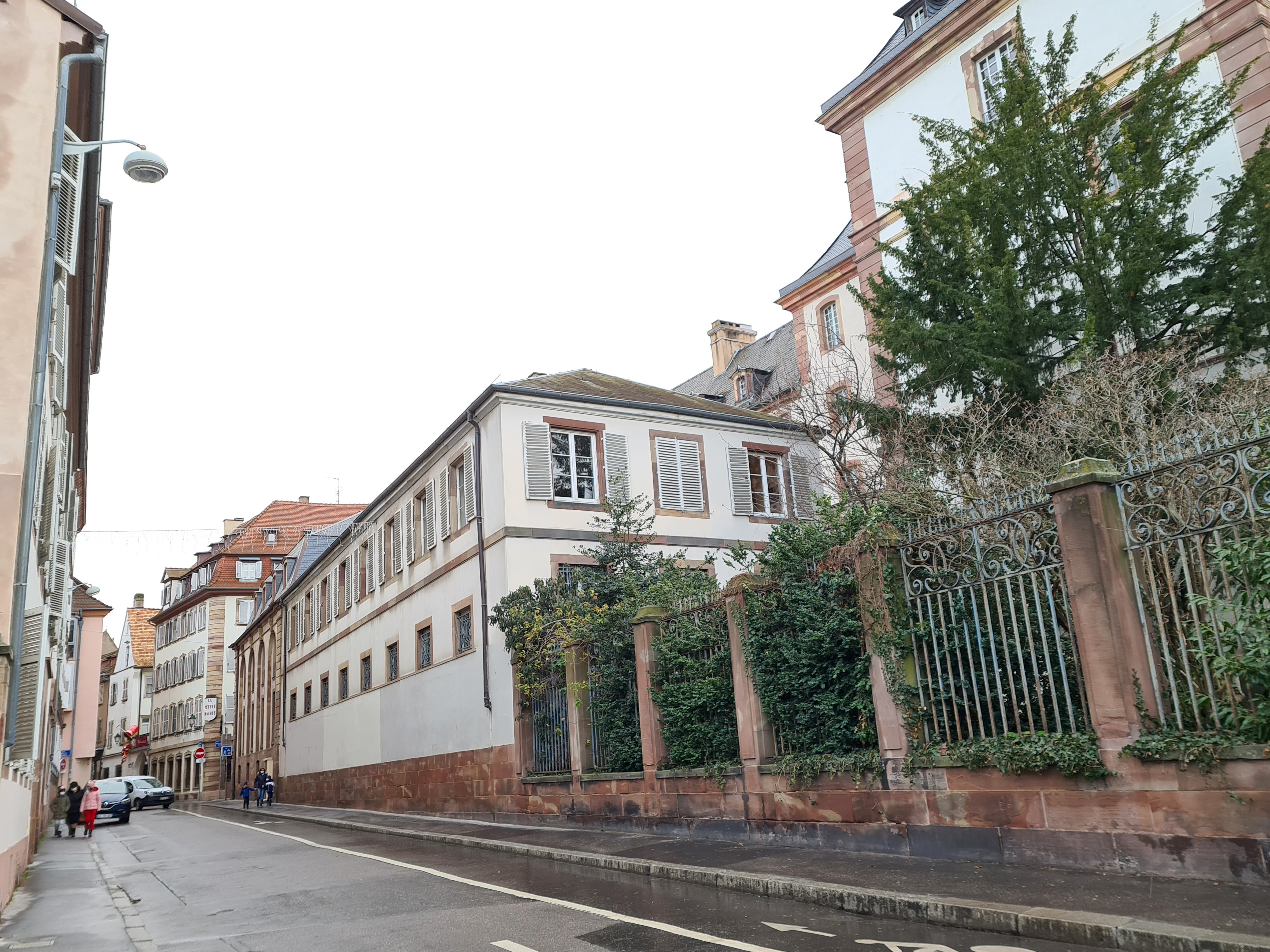
Les anciennes écuries et le square de la Marseillaise.

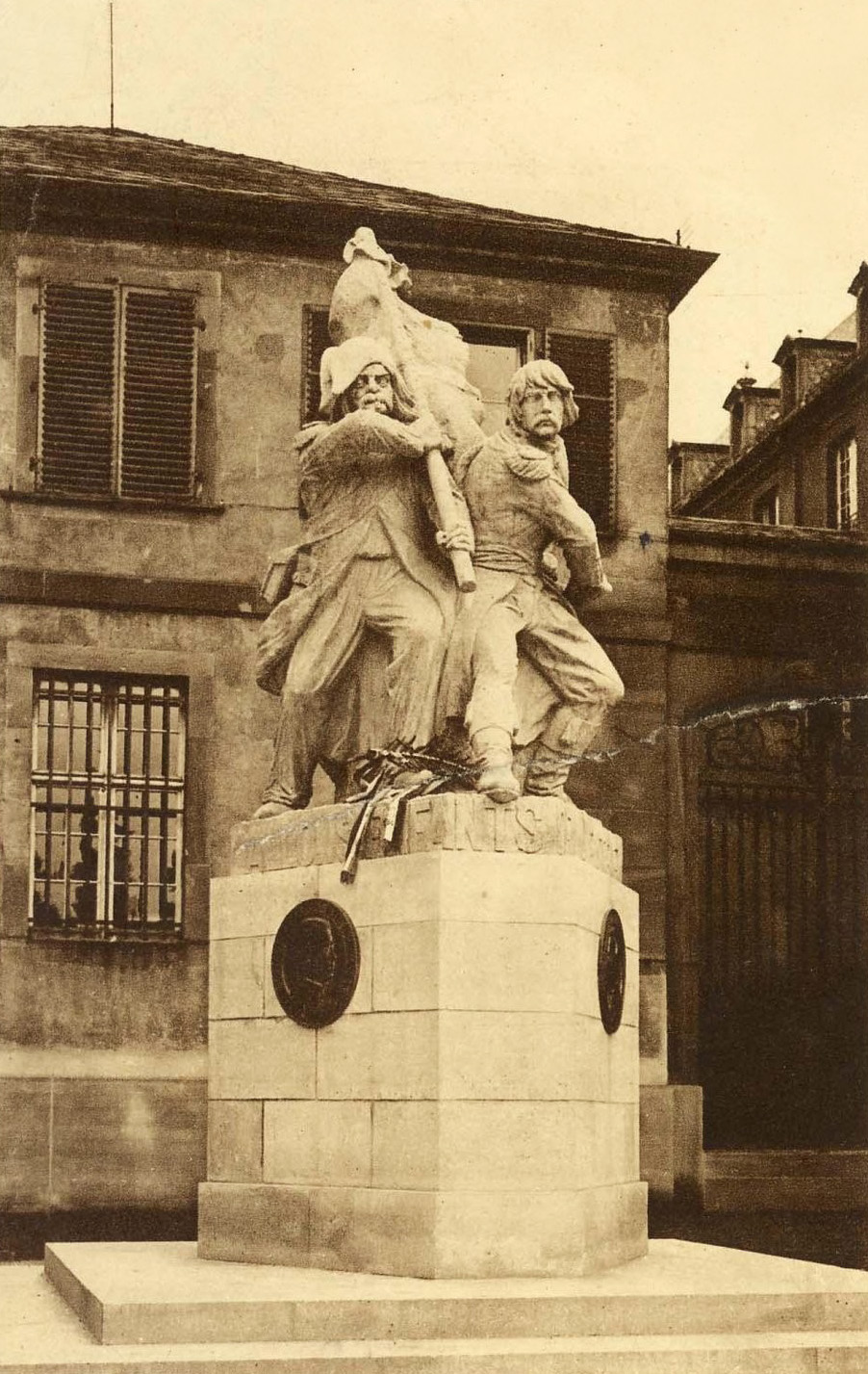
Le monument d'origine, en 1928.

Au nord, du côté de la place Broglie, la rue est bordée par deux petits espaces verts entourés de grilles, l'un appartient aux jardins du palais du Gouverneur militaire, l'autre entoure le monument de la Marseillaise. Œuvre du sculpteur Alfred Marzolff, il est inauguré en 1922, démoli à coups de masse en 1940, puis reconstitué à son emplacement initial par les sculpteurs de la fondation de l'Œuvre Notre-Dame en 1980.
Ce petit square remplace le pavillon bas qui aurait dû compléter à gauche la façade de l'hôtel de Hanau donnant sur la place Broglie et ne fut jamais construit (de même que son pendant à droite).